# 之形喙马先蒿
之形喙马先蒿（学名：Pedicularis sigmoidea）是列当科马先蒿属的植物，是中国的特有植物。分布在中国大陆的云南等地，生长于海拔3,000米至3,600米的地区，多生长在空旷多石的草地中，目前尚未由人工引种栽培。